# نوابه العليا (إب)

تعديل مصدري - تعديل

نوابه العليا هي إحدى قرى عزلة شعب يافع بمديرية إب التابعة لمحافظة إب، بلغ تعداد سكانها 262 نسمة حسب تعداد اليمن لعام 2004.